# サウス・フェリー/ホワイトホール・ストリート駅
サウス・フェリー/ホワイトホール・ストリート駅（サウス・フェリー/ホワイトホール・ストリートえき、South Ferry/Whitehall Street）は、
ニューヨーク市地下鉄の乗換駅で、マンハッタン区フィナンシャル・ディストリクトのバッテリー・パークにある。IRTブロードウェイ-7番街線とBMTブロードウェイ線の乗換ができ、以下の運行系統が乗り入れている。
- 1系統・R系統：終日
- W系統：平日
- N系統：深夜のみ

以前は相互に連絡していない2駅（サウス・フェリー駅とホワイトホール・ストリート駅）に分かれていたが、2009年に新サウス・フェリー駅が完成してホワイトホール・ストリート駅との間に連絡通路が設けられたことで1系統、N系統、R系統およびW系統を自由に乗り換えられるようになった。しかし、2012年のハリケーン・サンディで新駅が大きな被害を受け長期閉鎖に追い込まれたため、2013年に旧サウス・フェリー駅との間に連絡通路が増設し、旧駅を仮駅として営業していた。その後、新駅は2017年6月27日に営業を再開した。
この駅は「サウス・フェリー」の名を冠する駅としては三代目で、二代目は1905年に開業して2009年までIRTブロードウェイ-7番街線とIRTレキシントン・アベニュー線が運行していた。 初代は1877年に開業して1950年までIRT9番街線・6番街線・3番街線・2番街線が運行されていた高架線の駅である。

## 駅構造
| G                                          | 地上階                                                                                        | 出入口 |
| B1 ループ線ホーム                          | 相対式ホーム、休止中                                                                          | 相対式ホーム、休止中 |
| B1 ループ線ホーム                          | 仕切り壁                                                                                      | |
| B1 ループ線ホーム                          | 内側ループ線                                                                                  | → 通過 → |
| B1 ループ線ホーム                          | 外側ループ線                                                                                  | → 定期列車なし（旧発着ホーム） |
| B1 ループ線ホーム                          | 相対式ホーム、休止中                                                                          | |
| B1 ループ線ホーム                          | 上層コンコース                                                                                | 出入口への通路、駅員詰所、メトロカード販売機、ホーム間連絡通路 |
| B2                                         | 下層コンコース                                                                                | ブロードウェイ線エスカレーター接続 |
| B3 ブロードウェイ線ホーム                  | 北行線                                                                                        | ← 深夜帯：アストリア-ディトマース・ブールバード駅行き（レクター・ストリート/トリニティ・プレイス駅） ← 深夜帯以外：フォレスト・ヒルズ-71番街駅行き（レクター・ストリート/トリニティ・プレイス駅） ← ラッシュ時2列車：アストリア-ディトマース・ブールバード駅行き（レクター・ストリート/トリニティ・プレイス駅） |
| B3 ブロードウェイ線ホーム                  | 島式ホーム、到着番線に応じた側の扉が開く。                                                    | |
| B3 ブロードウェイ線ホーム                  | 中央線                                                                                        | ← 平日：アストリア-ディトマース・ブールバード駅行き（レクター・ストリート/トリニティ・プレイス駅） → 深夜帯：ベイ・リッジ-95丁目駅行き（コート・ストリート駅）→ |
| B3 ブロードウェイ線ホーム                  | 島式ホーム、到着番線に応じた側の扉が開く。                                                    | |
| B3 ブロードウェイ線ホーム                  | 南行線                                                                                        | → 深夜帯：シー・ビーチ線経由スティルウェル・アベニュー駅行き（コート・ストリート駅）→ 深夜帯以外：ベイ・リッジ-95丁目駅行き（コート・ストリート駅）→ ラッシュ時3列車：86丁目駅行き（コート・ストリート駅）→ |
| B4 ブロードウェイ-7番街線ホーム            |                                                                                               | |
| 4番線                                      | ← ヴァン・コートランド・パーク-242丁目駅行き（レクター・ストリート/グリニッジ・ストリート駅） | |
| 島式ホーム、到着番線に応じた側の扉が開く。 |                                                                                               | |
| 1番線                                      | ← ヴァン・コートランド・パーク-242丁目駅行き（レクター・ストリート/グリニッジ・ストリート駅） | |

ホワイトホール・ストリート北口はアメリカン・インディアン博物館（Museum of the American Indian）横のストーン・ストリートにある。R系統北行きの目の前、南行きのすぐ裏手に出る。
ホワイトホール・ストリート駅南口はホワイトホール・ストリートの東側、ウェスト・ストリートとウォーター・ストリートの間にある。R系統北行きのすぐ裏手、南行の目の前に出る。

## IRTブロードウェイ-7番街線

### 旧駅：サウス・フェリー・ループス駅（1905年-2009年、2013年-2017年）
サウス・フェリー駅（South Ferry）はラケット型ループ線上の駅である。過去に存在したIRT高架線の駅、及び2009年以降に使用されている新駅と区別するためにサウス・フェリー・ループス駅（South Ferry Loops）と呼ばれる。相対式ホーム 2面2線を備えるが、ホーム間での乗り換えができず、外側のIRTブロードウェイ-7番街線ホームと内側のIRTレキシントン・アベニュー線ホームはそれぞれ単独の駅として運用されていた。名前の通り、マンハッタンのサウス・フェリーに連絡している。2009年からブロードウェイ-7番街線の1系統は新しい島式ホームを使用していたが、2012年にハリケーン・サンディの被害を受けて閉鎖されてしまった。このため、外側ループ線ホームは島式ホームの営業再開までの繋ぎとして2013年4月4日に営業を再開した。その後、新駅の営業が再開された2017年6月27日をもって外側ループ線は再度閉鎖された。

#### 外側ループ線ホーム
2本のホームのうち、最初に外側ループ線ホームが1905年7月10日にインターボロー・ラピッド・トランジット本線の延伸に合わせて開業した。このとき、内側ループ線も同時に建設されていたが、留置線としてしか使われていなかった。1918年7月1日にH系統の運転が始まると、ブロードウェイ-7番街線の列車が外側ループ線ホームを使用するようになり、ロウアー・マンハッタンに延びるIRTレキシントン・アベニュー線用のホームとして内側ループ線ホームが開業した。 1系統および9系統（1989年から2005年まで、過去に運行されていたラッシュ時の千鳥急行列車）などのブロードウェイ-7番街線を通る列車は、2度の比較的短い期間を除いて、開業以来2017年まで外側ループ線ホームを終点としていた。最初は2001年9月から2002年9月の間で、このときはアメリカ同時多発テロ事件の被害によりチェンバーズ・ストリート駅以南への通り抜けができなくなったためである。2度目は新駅開業による休止期間（2009年3月16日から2013年4月4日の営業再開まで）である。新駅は旧駅の下に位置しており、従来できなかったBMTブロードウェイ線への改札内乗換ができるようになっている。
当駅の外側ループ線にはかつて終日1系統が停車していた。外側ループ線ホームは5両分しかないので、10両編成の1系統列車の後ろ5両は乗降できなかった。さらに、線路のカーブがきついため摩擦低減用の潤滑スプレーノズルが設けられているものの、列車は大きな金属音を響かせながら低速での運転を強いられた。このカーブのためにホームとドアの間の隙間を埋める可動ステップが設けられていた。可動ステップは閉鎖時点では自動化されていたが、以前は手動で、しかも互いに目が届く範囲に収まるように作業員と少なくとも2名の列車乗務員が必要だった。また、乗務員は、長さ4–5フィート (1.2–1.5 m)の木製レバーを引いて可動ステップを操作する作業員に合図を送らなければならなかった。こういった特殊な運用をなくして一般の鉄道駅同様の運用ができるようにするため、きついカーブを避けて10両編成に対応した島式ホーム1面2線を持つ新駅が建設された。MTAは新駅により乗車時間が4-6分短縮され、ピーク時の1系統の列車密度をループ線の毎時16-17本から毎時24本に引き上げることができるとしている。
このホームの出口はスタテン・アイランド・フェリー・ホワイトホール・ターミナルの中にあり、障害を持つアメリカ人法に基づいた障害者対応駅になっていなかった。もともと、出口はフェリー・ターミナルに向かう階段2本しかなかった。対照的に、以前の駅は完全な障害者対応駅（BMTブロードウェイ線への乗り換えを除く）で入口も3つあり、メインの入口はフェリー・ターミナルビルのエントランスの向かいにあった。2012年10月末のハリケーン・サンディの襲来で新駅が浸水して大きな被害を受け、復旧のため2016年まで閉鎖に追い込まれたことから、復旧までの間レクター・ストリート駅に到着した列車をアップタウン方面に折り返すために外側ループ線が営業に復帰することになった。MTAは数か月後には1系統からスタテン島フェリーへの接続のためループ線ホームの営業を再開することを決め、2013年4月4日にはホワイトホール・ストリート駅への連絡通路を新設したうえで再開の運びとなった。その後、新駅の改築が終了し営業を再開した2017年6月27日をもって外側ループ線は再度閉鎖された。
ホームにはオーク造りのチケットブースとセルフ・ワインディング・クロック・カンパニー・オブ・ニューヨークが製作したオーク製の時計があった。記録によると、既に取り壊されたチケットブースには天井にボザール様式の彫刻が施されていたという。ホームにはハイン&ラファージュがサンセリフ体でデザインした駅名タイルがある。壁には小さな白い正方形のタイルが敷き詰められており、下部91センチメートル (3 ft)にはマーブル模様があしらわれている。また、上部に向かって並べられた15枚の陶製飾り額にはニューヨーク港内のスループが描かれており、駅の立地や用途を表現している。壁の上部には花冠に囲まれた駅のモノグラムがあしらわれ、壁と天井の境目にも陶製の装飾が施されている。駅出口にはMTA
のアート & デザイン・ディレクターだったサンドラ・ブラッドワース作の壁画、"South Sails"（1990年制作）が飾られている。

#### 内側ループ線ホーム
内側ループ線ホームは1918年7月1日に開業し、外側ループ線ホームからIRTレキシントン・アベニュー線の列車が移された。外側ループ線よりもさらにカーブがきついため、ホームのドア部分にアーチ型の開口部を設けた上で中央のドアのみ開けるという運用が採られた。
1950年代末にIRTの車両のほとんどが中央のドアのみ開けることができないR型になったため、夕方又は週末にサウス・フェリー駅止めとなる5系統や深夜にサウス・フェリー駅止めとなる6系統は外側ループ線を通るように運用が変更された。平日（当初は深夜も）に運転されるボウリング・グリーン-サウス・フェリー・シャトルは内側ループ線ホームを通ってボウリング・グリーン駅の西側ホームに向かうルートで運用され続けていたが、1977年には内側ループ線ホームは閉鎖されてレキシントン・アベニュー線の列車も外側ループ線ホームに停車するようになった。1960年代末からは特別改造を受けたR12電車が内側ループ線の閉鎖まで運転されていた。この車両は、最初に片側3か所のドアのうち車端側の2か所を開き、続いて中央のドアを開くようになっていた。また、内側ループ線と外側ループ線の間で乗り換えはできなかった。
その後、内側ループ線は平日夜と週末にボウリング・グリーン駅止めになる5系統の折り返し線として使われるようになった。

### 新駅：サウス・フェリー駅（2009年-2012年、2017年-現在）
サウス・フェリー駅はIRTブロードウェイ-7番街線のみ停車する島式ホーム1面2線の駅である。2本の線路はホーム南端の車止めで終わっている。この駅はサウス・フェリー・ループ駅の代替として新設され、折り返し駅として運用されていたが2012年10月8日にハリケーン・サンディによる被害により営業を休止、2017年6月27日に再度営業を再開した。ループ駅とは違い、IRTブロードウェイ-7番街線の駅だけがあり、レキシントン・アベニュー線の駅はない。
新駅はループ駅の近くに障害を持つアメリカ人法に準拠した障害者対応駅として建設された。10両編成に対応した2線の終端駅で、すべてのドアが開くようになっていた。新駅は通りに面した入口が3か所（ループ駅には2013年の営業再開時にサウス・フェリー-ホワイトホール・ストリート駅への連絡口が設けられるまでは1か所しかなかった）あり、BMTブロードウェイ線のホワイトホール・ストリート-サウス・フェリー駅への自由連絡通路が設けられた。ピーター・ミヌイット・プラザは2010年5月に完成した。

#### 建設
2003年に新駅建設のための予算が割り当てられ、2005年から建設が始まった。当初は、新駅を建ててもコストがかかる割に所要時間短縮に繋がらないとして反対の声が挙がっていた。
2005年12月8日に、ニューヨーク市当局は建設現場で200年前の石壁が発見されたと発表した。考古学的な調査により、マンハッタンに現存する最古の人工構造物であるということが広く報道された。結局、建設現場から4つの壁と25万点以上の遺物が発掘され、壁の一部はキャッスル・クリントンに仮設展示された。
2008年12月11日にはニューヨーク・タイムズとニュース専門ケーブルテレビNY1が新駅の基本的な建設工事が終了したと報道した。新駅には溶融ガラスやストーン・モザイク、ステンレスのフェンスからなるSee it split, see it changeという記念碑的芸術作品が展示された。この作品はダグ・スターンとマイク・スターンの手になるもので、マンハッタンの地誌を表現しており、メザニンに展示されている。
当初の予算は4億ドルであったが、総額5億3000万ドルになった。そのほとんどは連邦公共交通局のワールドトレードセンター再建のための助成金から賄われた。2009年1月にホームと線路の隙間が広すぎることが発覚して開業が延期になったが、改修の上2009年3月16日に無事開業した。遅れの理由としては、他にも駅構内での水漏れなどがあった。地下鉄駅の新設は1989年にIND63丁目線で3駅が開業して以来であった。2009年4月16日にはMTAキャピタル・コンストラクション（MTAの建設部門）が駅の上、地上部分のピーター・ミヌイット・プラザの再建についてタリー・コンストラクション・カンパニーとの間で1,920万ドルで契約を結んだ。
駅建設時に発掘された石壁の一部が駅エントランスの壁に永久的に埋込展示されることになった。ニューヨーク市歴史建造物保存委員会委員長のロバート・ティアニーは「この壁はかつて17世紀末から18世紀にかけて街を守り、現在の公園名の語源となった砲台の一部である可能性が高い」と述べている。ニューヨーク市とニューヨークシティ・トランジット・オーソリティは共同で壁の残り部分を「ニューヨーク市の歴史的重要遺物」として保存することを計画している。

#### ハリケーン・サンディ
2012年10月29日に新サウス・フェリー駅はハリケーン・サンディによる高波で水没し、大きな被害を受けた。駅は線路はおろかメザニンまで海水に浸かり、MTA元会長のジョセフ・ロータの言葉を借りれば「巨大な海水魚水槽」になってしまった。浸入した海水の水位は24メートル (80 ft)にもなった。このため、複合駅の新サウス・フェリー駅部分は再開時期未定で閉鎖されてしまった。MTAは復旧には6億ドルを要し、2016年までかかると見積もった。これを受けて、新駅の復旧・営業再開までの繋ぎとしてサウス・フェリー・ループス駅を営業に復帰させることになり、その準備ができるまでの間はレクター・ストリート駅が終点とされた。サウス・フェリー・ループス駅は2013年4月4日に営業を再開した。
この工事で、改修や信号機室の移設、水密化が図られることになっている。2014年12月8日に1億9400万ドルの契約が結ばれ、駅の再建が進められた。再建に合わせてすべての出入口に引き込み式止水板が導入され、通気口、マンホール、ハッチ、コンジットおよび関連するダクトの水密化や駅の清掃が行われた。
最終的な改装費用は3億4,500万ドルであった。ハリケーン・サンディの襲来から4年8ヶ月後、2017年6月27日に新駅の営業が再開された。また、クラーク・ストリート・トンネルの週末の長期的な閉鎖のために週末の2系統が2017年6月から2018年6月までの約1年間サウス・ウェリー新駅に乗り入れていた。

### 画像

旧駅
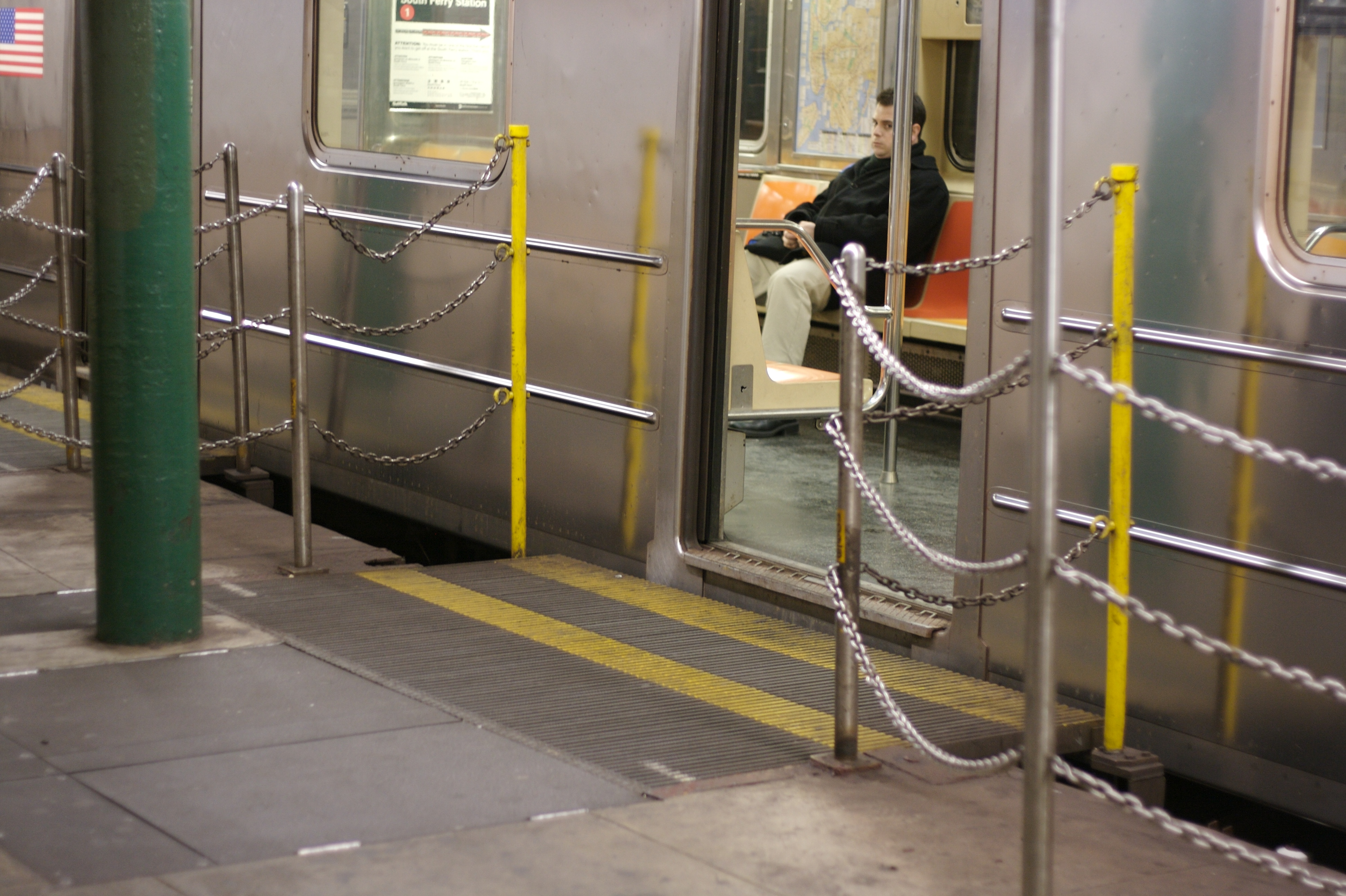
可動式ギャップフィラー
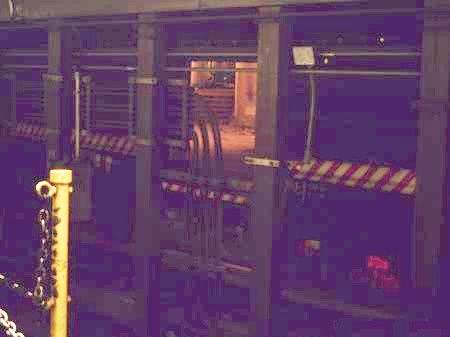
閉鎖された内側ループ線ホームを外側ループ線ホームから見る
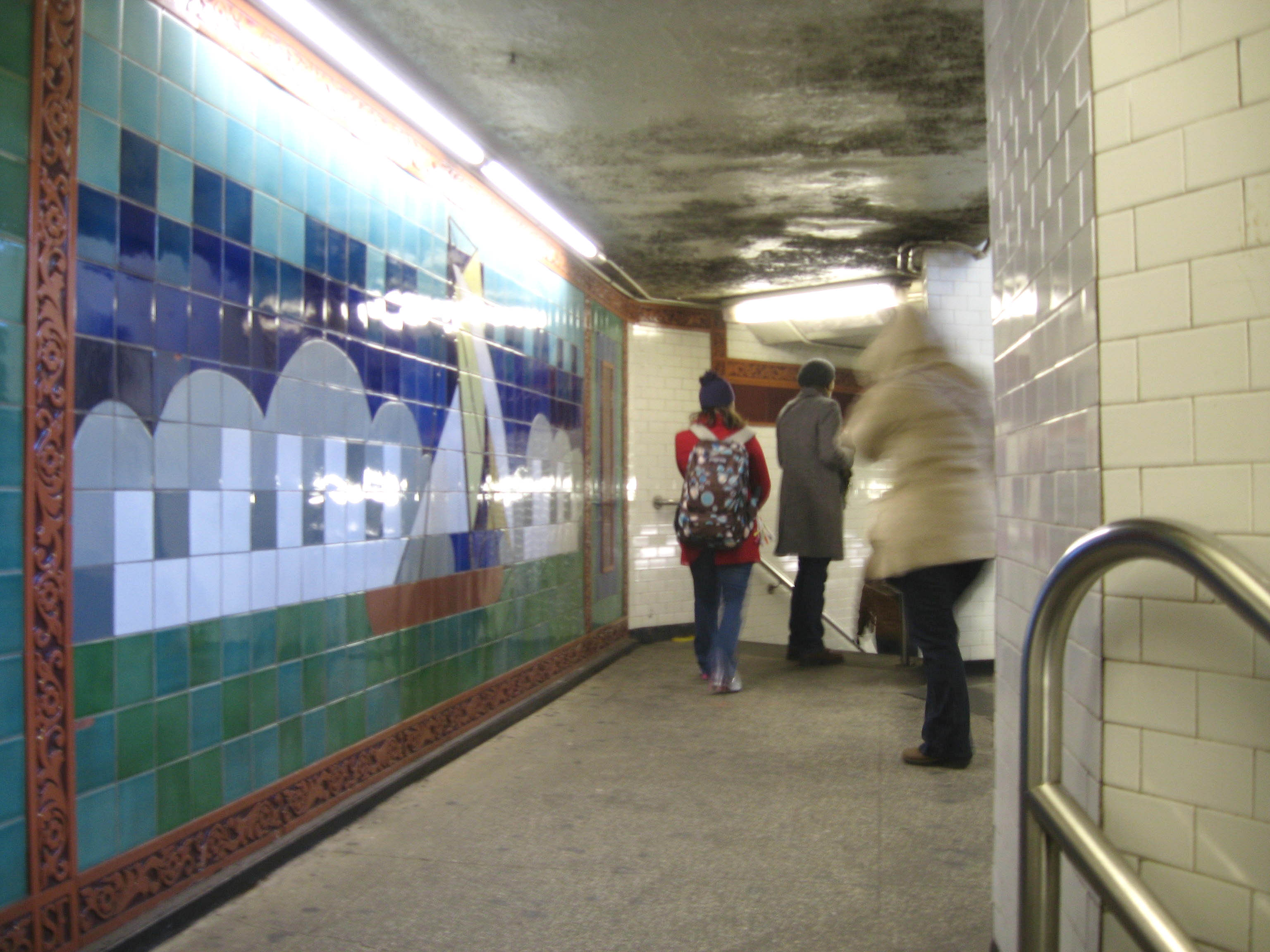
メザニン
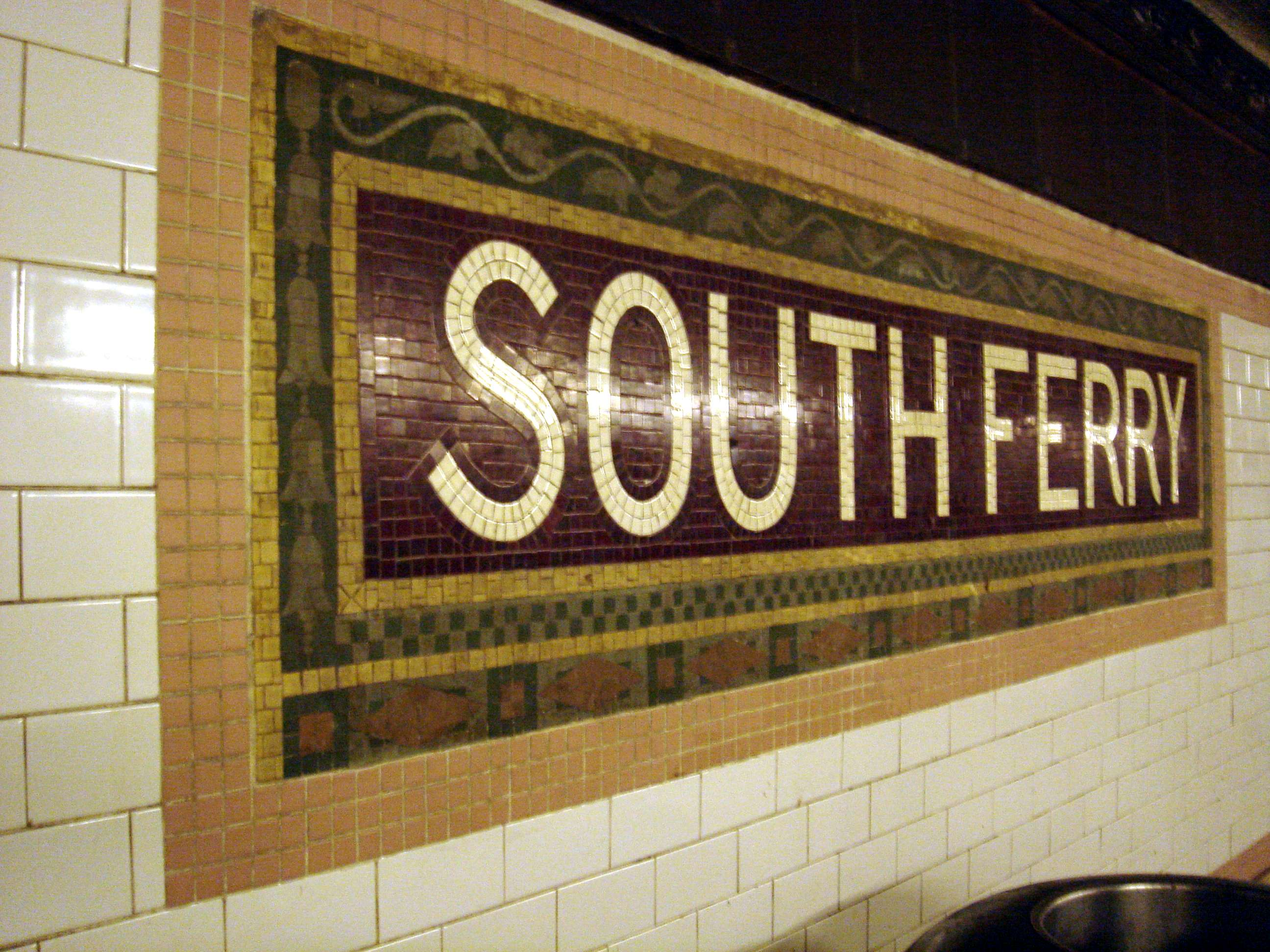
タイルモザイクの駅名標
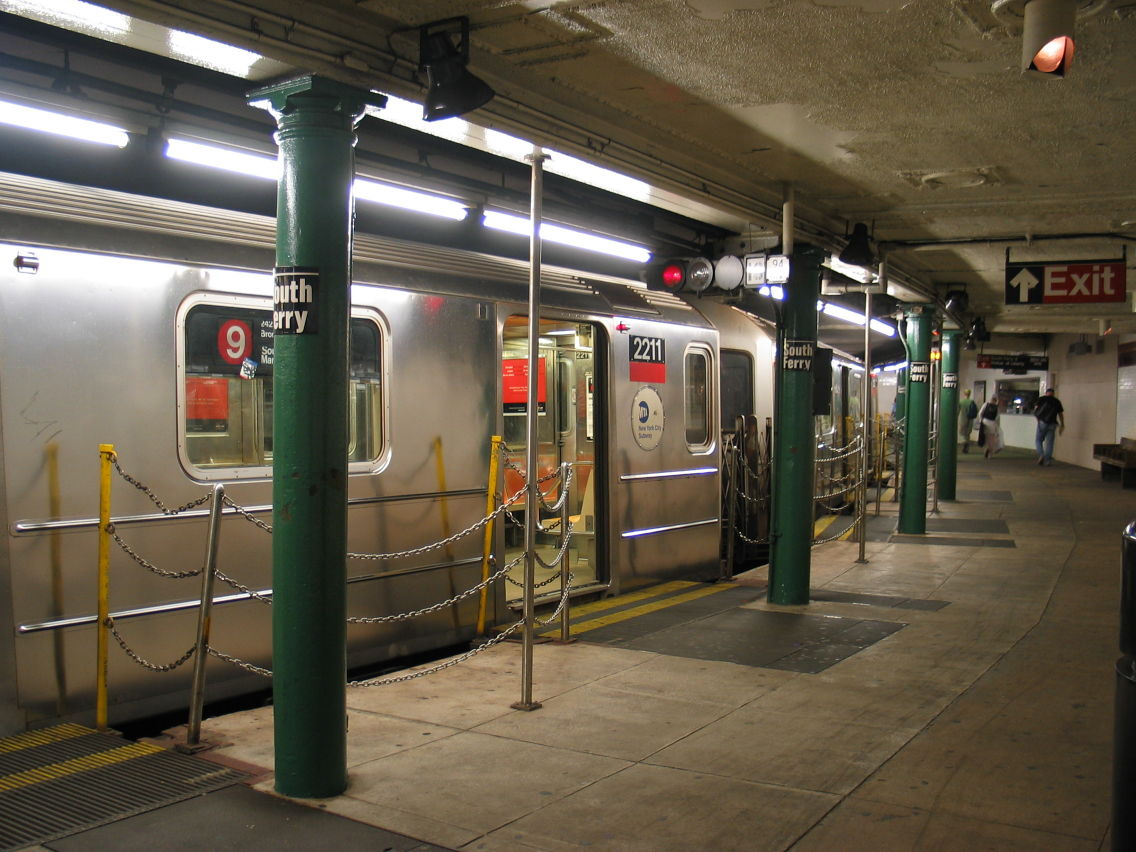
外側ループ線ホームに停車中の列車（2004年）
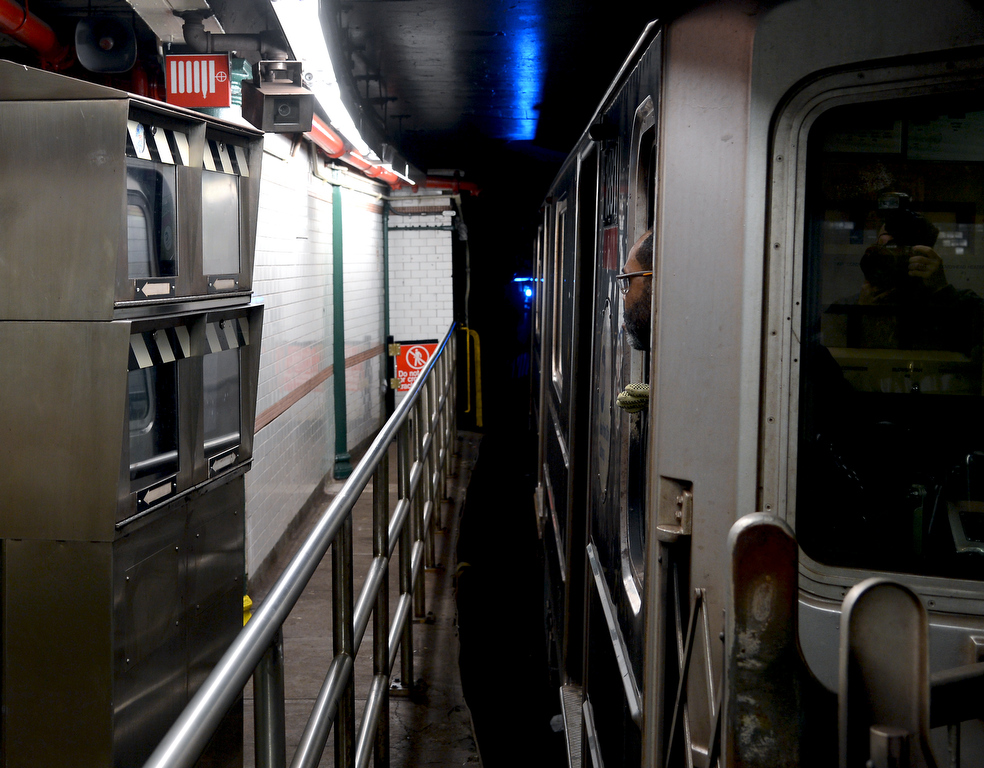
ホームが曲線上にあるためモニターを見ながら客扱いを行う車掌
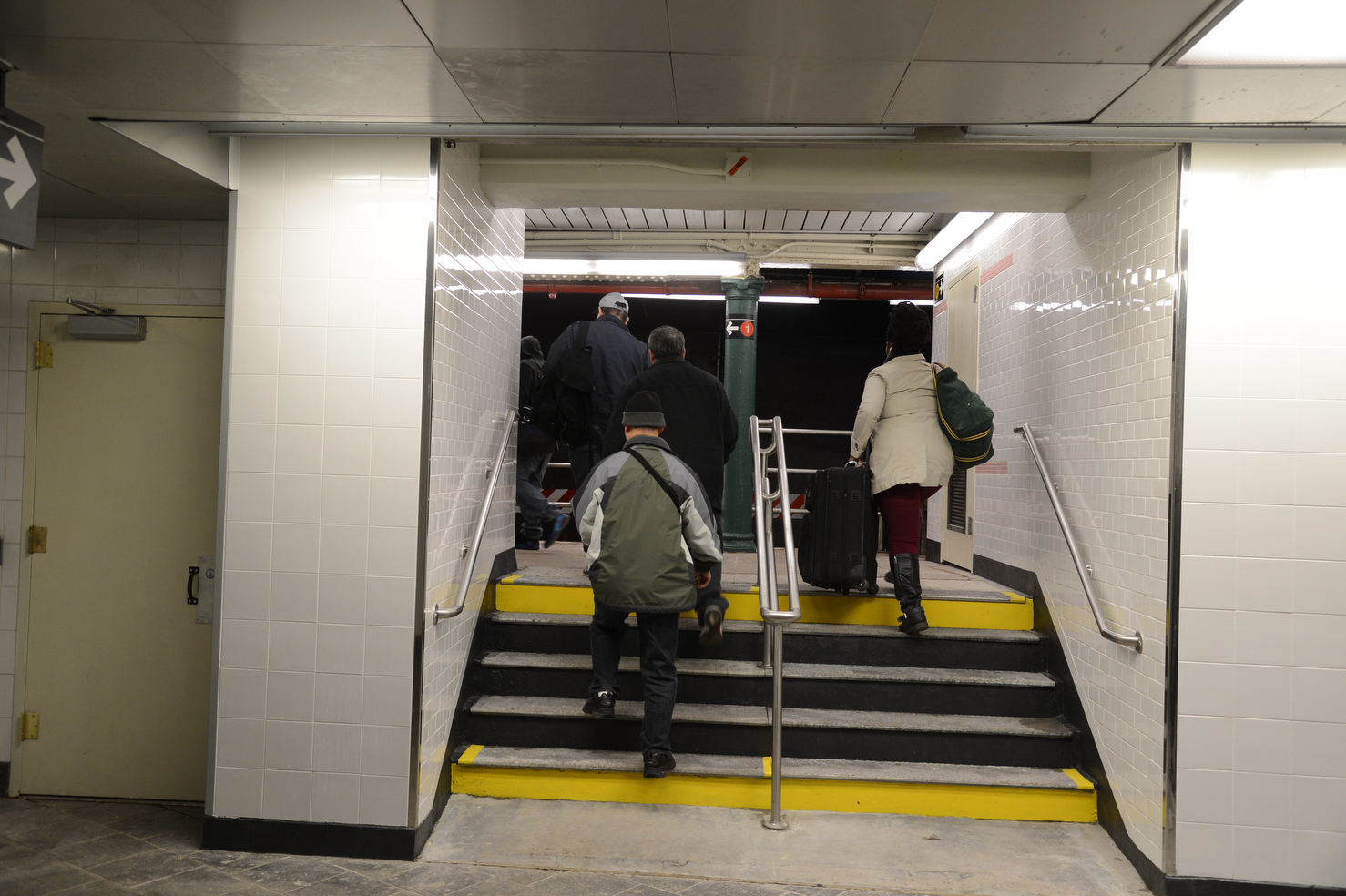
2013年に新設された旧駅への連絡通路

新駅
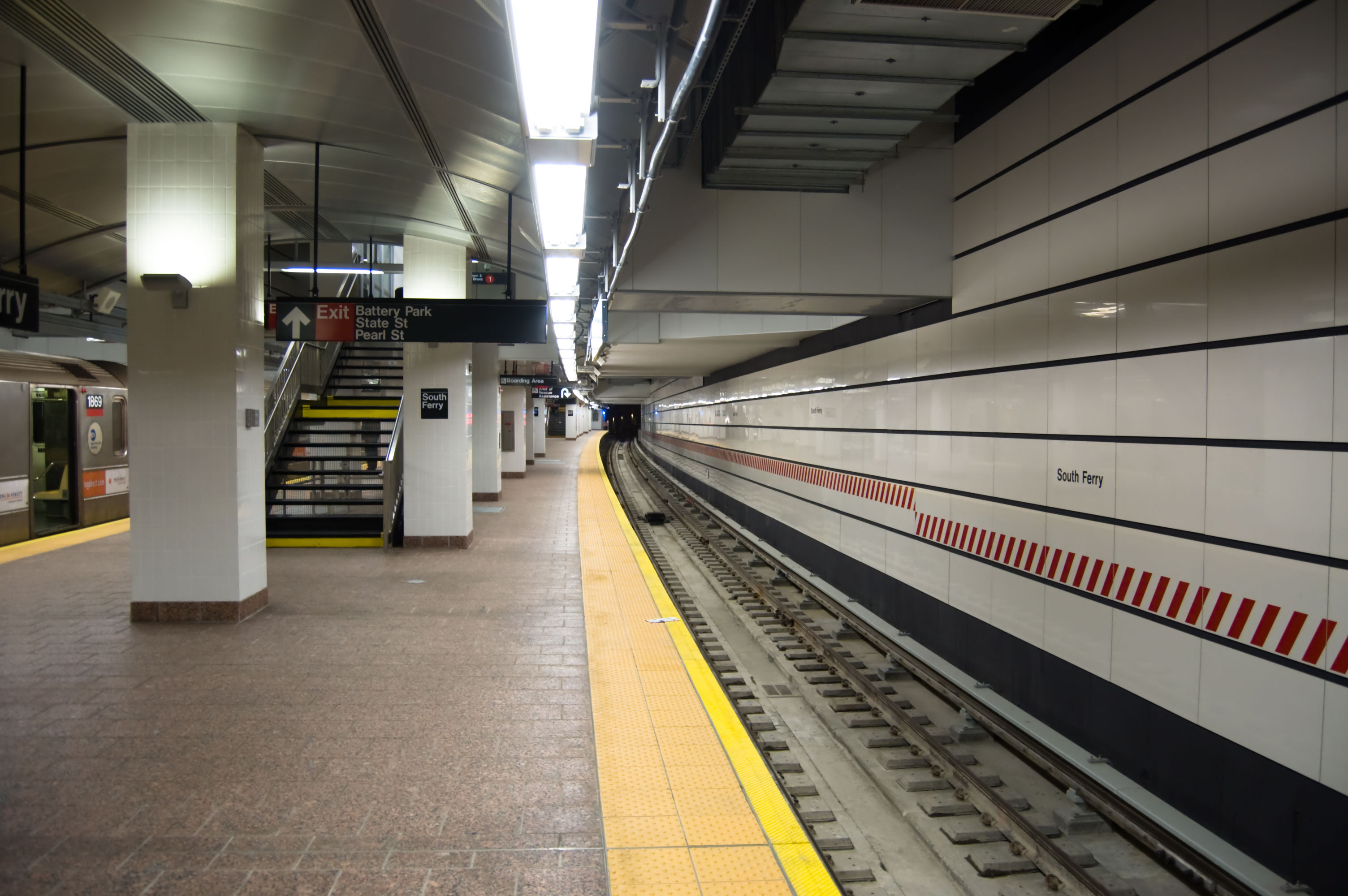
ホームの様子
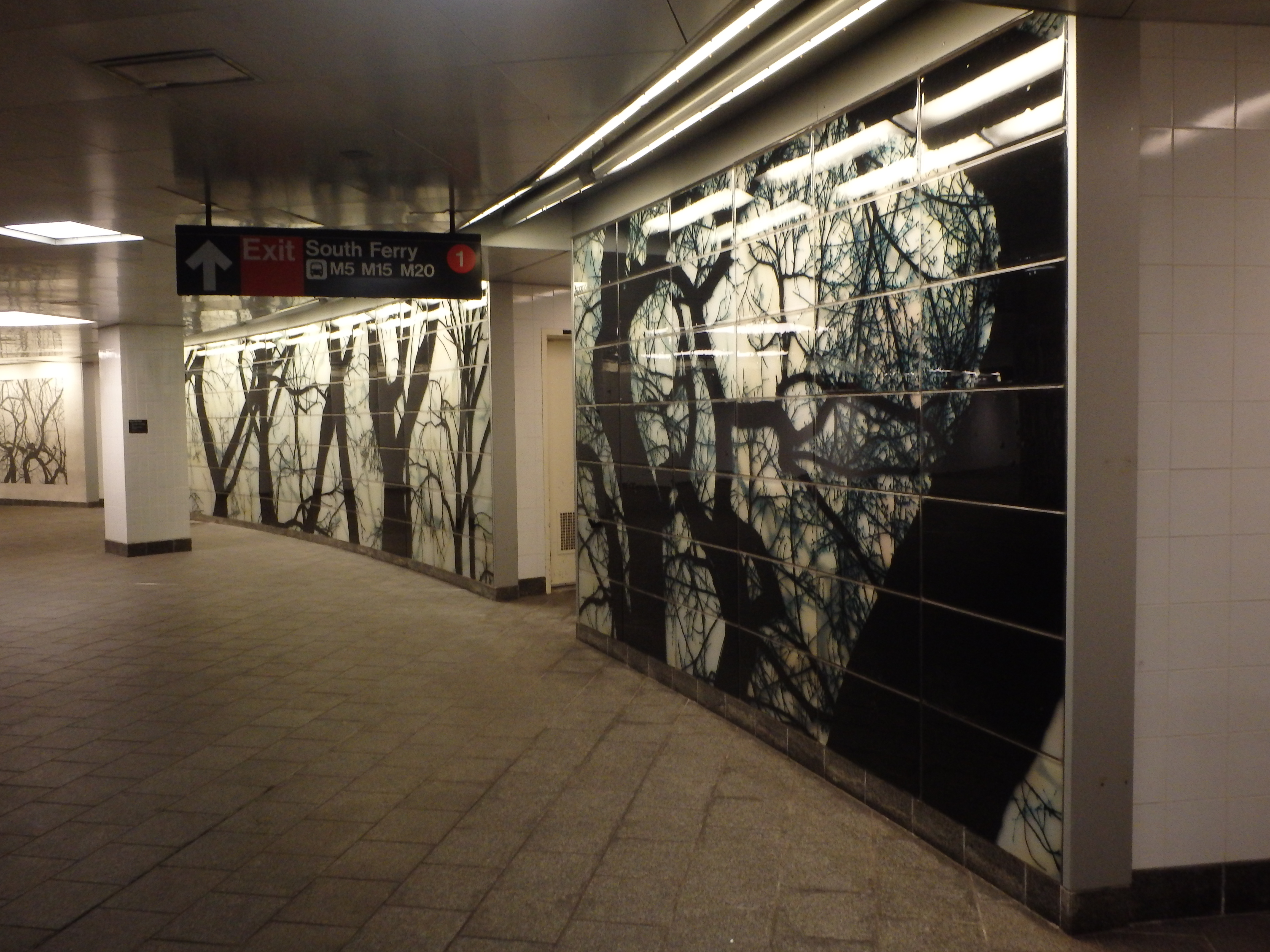
新しいアートワーク
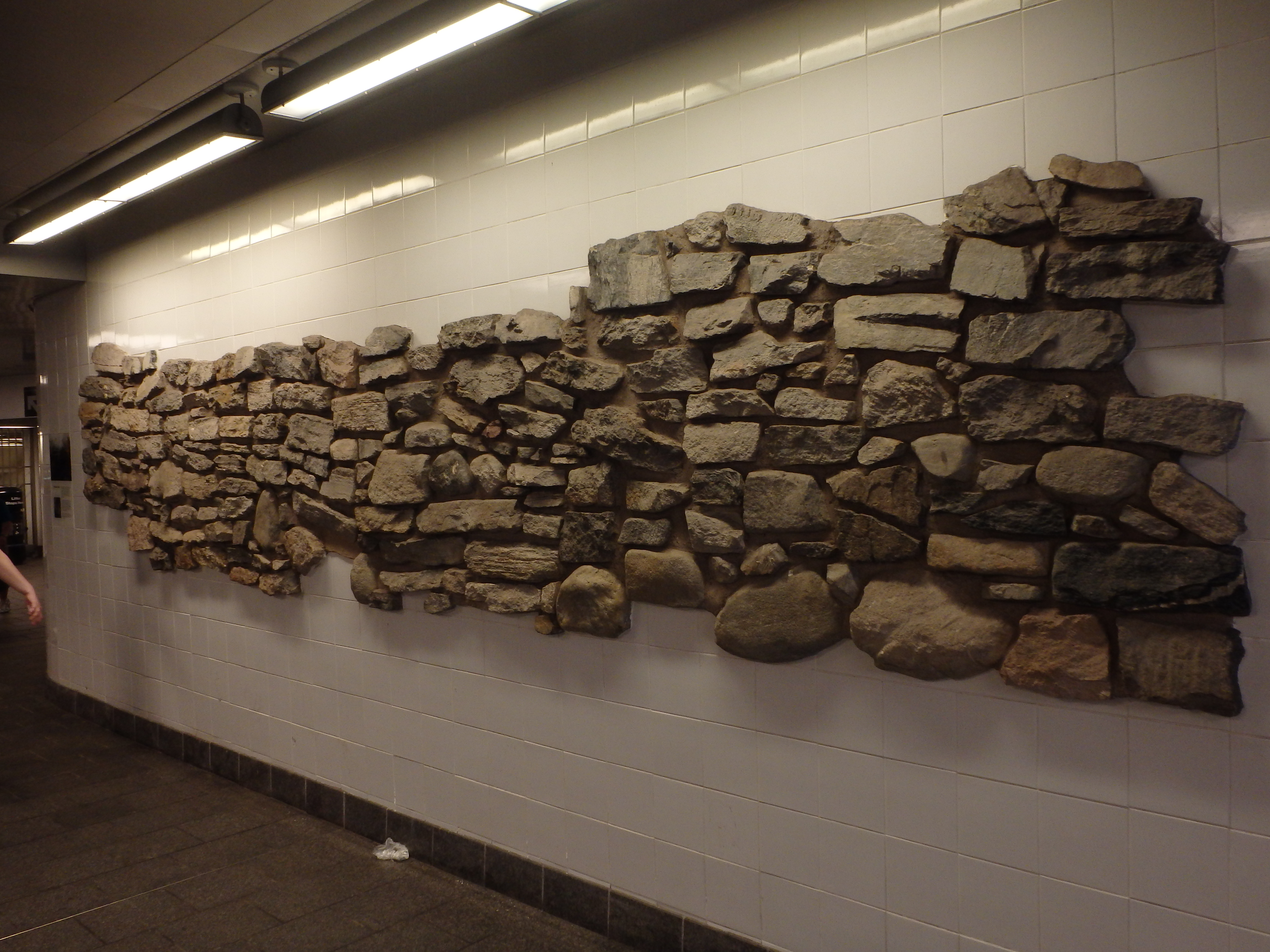
発掘された石壁を埋め込んだ壁
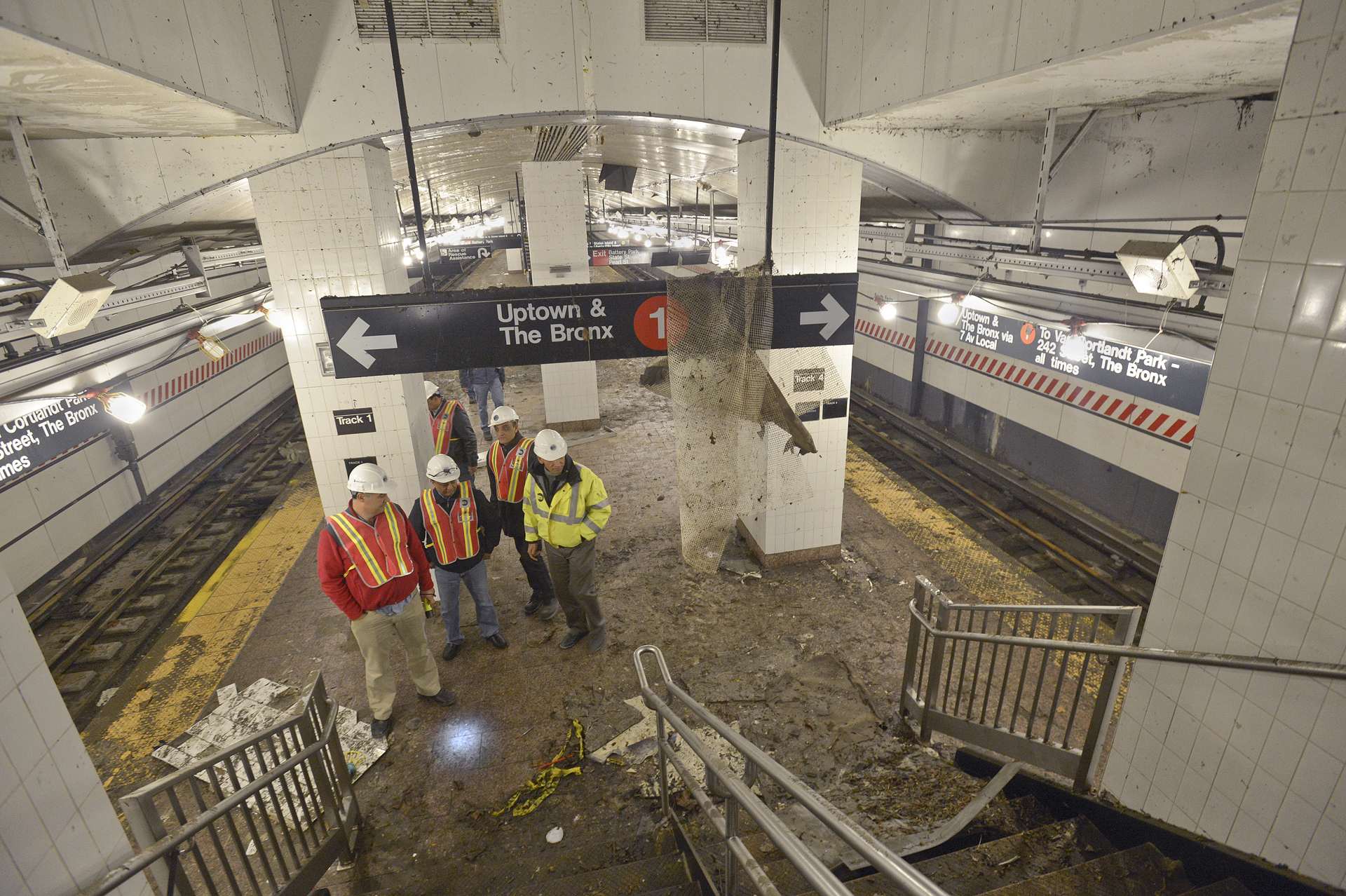
ハリケーン・サンディ襲来後の様子（2013年1月）

エントランス
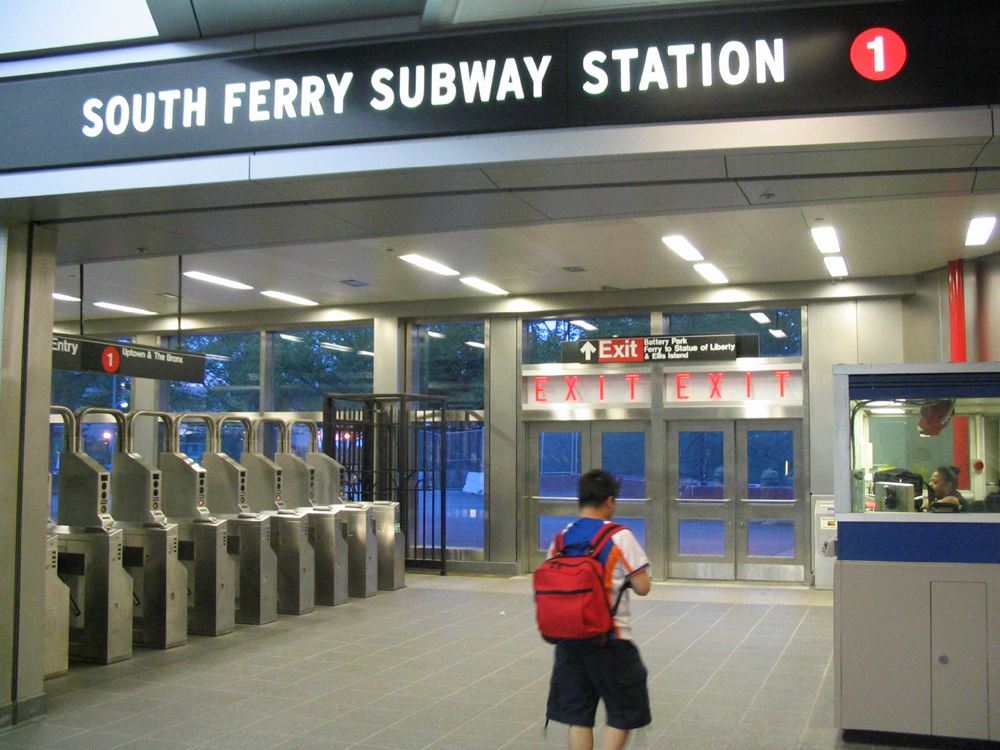
改装されたスタテン島フェリーターミナル内入口（2005年5月）
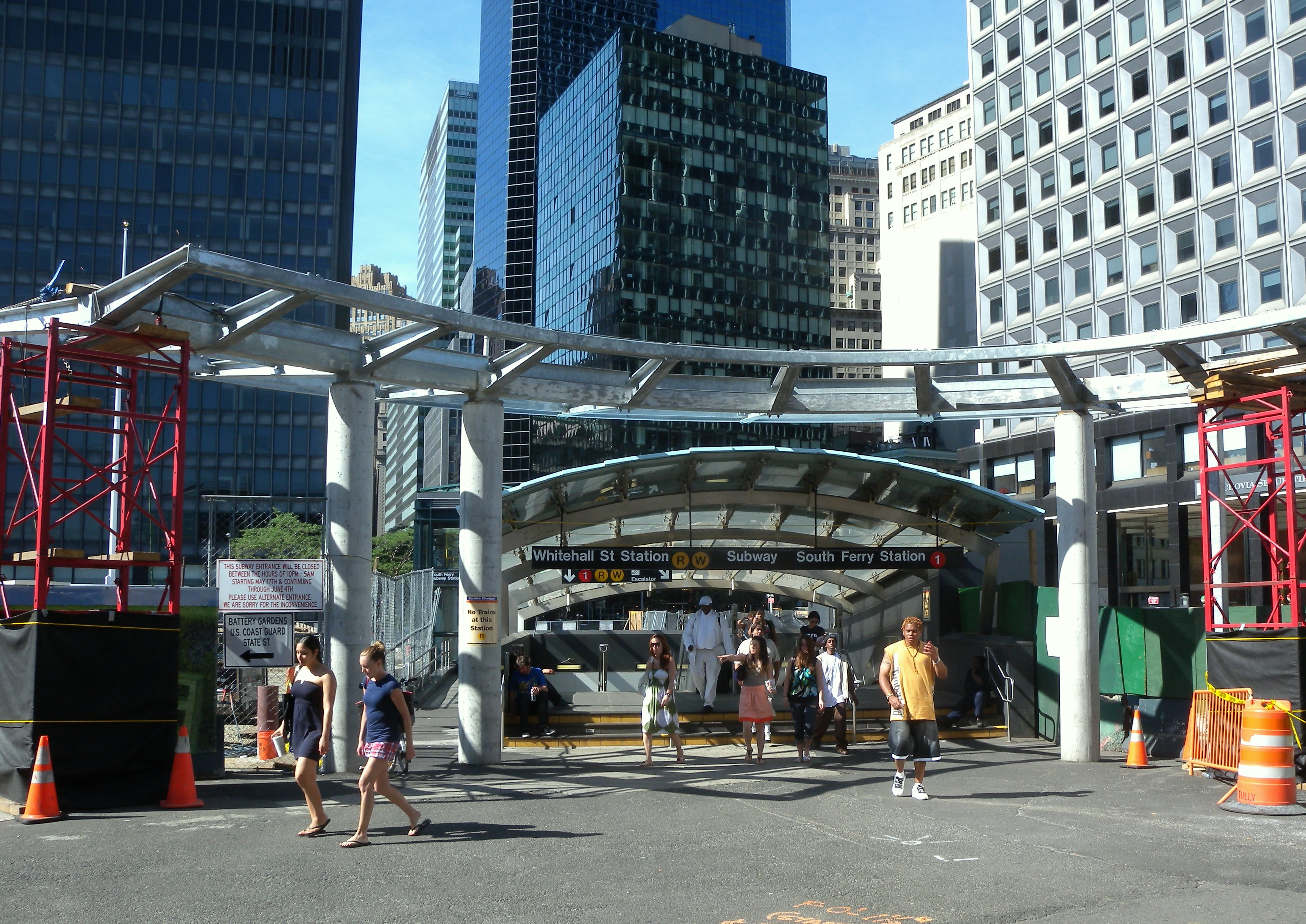
新駅の入口
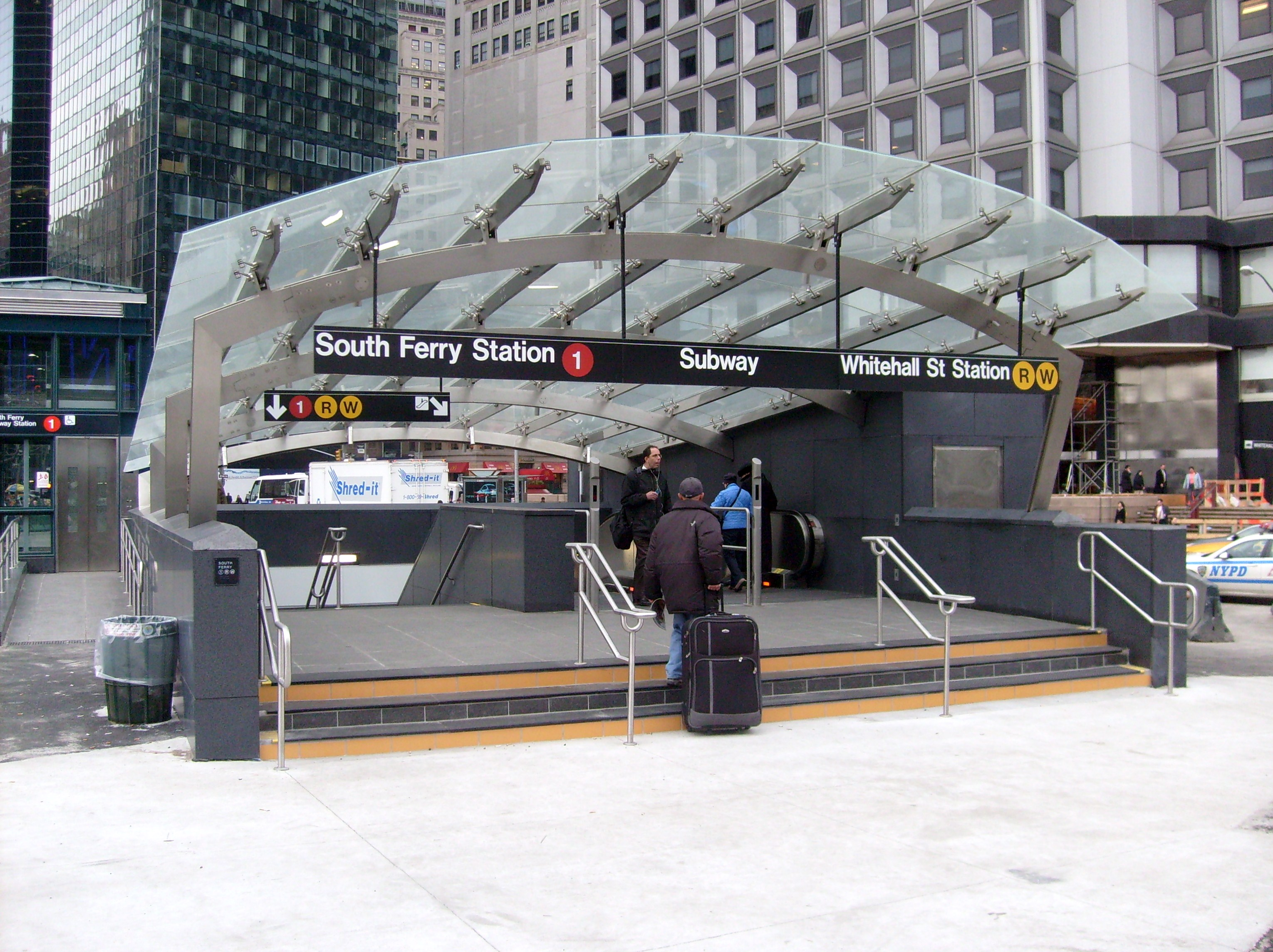
新設されたエスカレーターとエレベーター。案内板にはまだ休止に伴う変更がされていない。
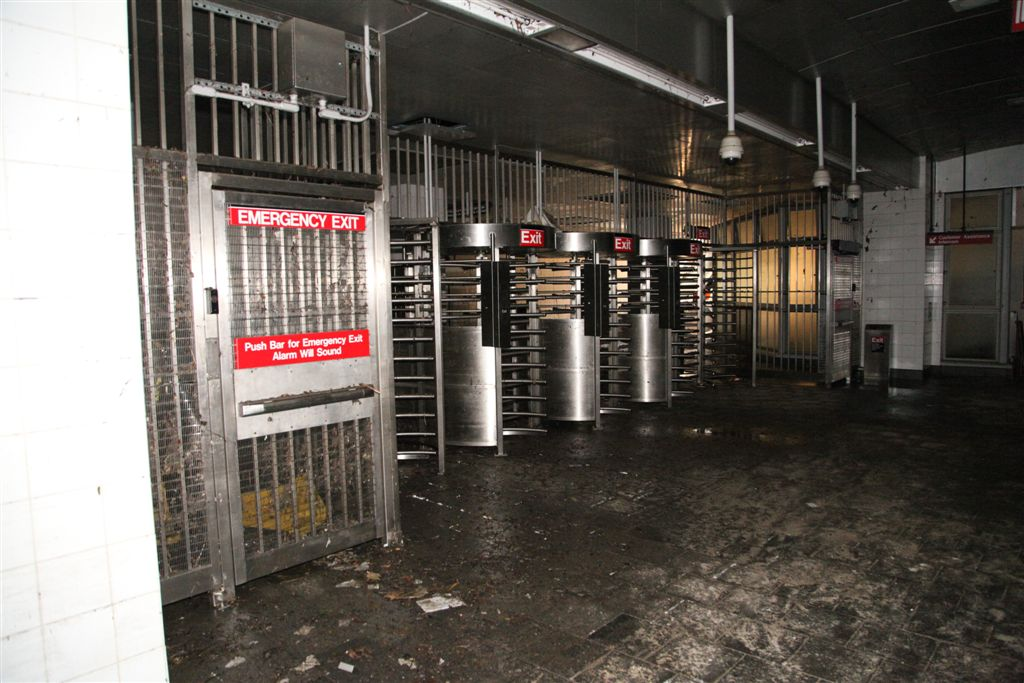
被害を受けた改札内の様子（2013年1月）
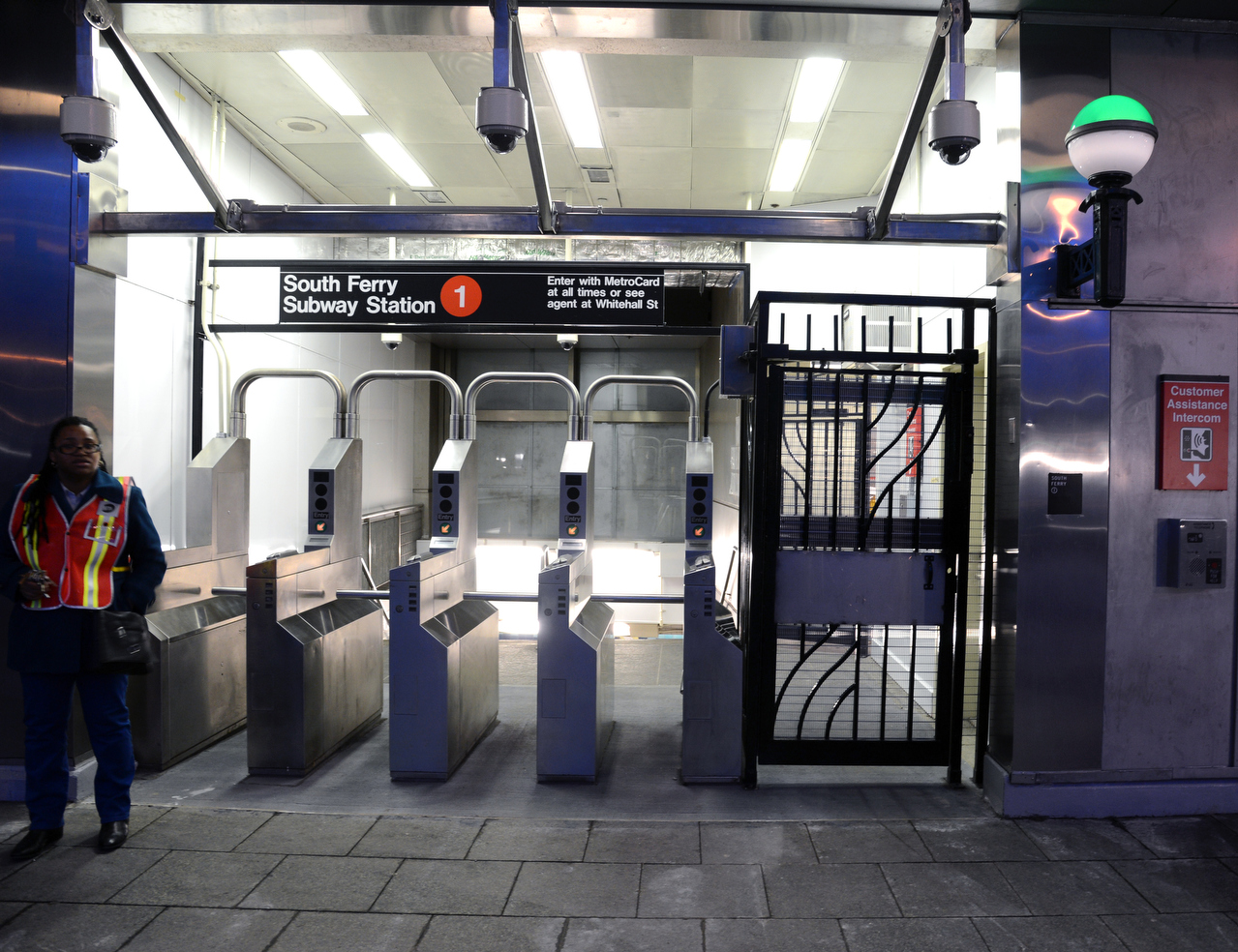
2013年12月にオープンした旧駅への連絡口

## BMTブロードウェイ線
BMTブロードウェイ線ホワイトホール・ストリート-サウス・フェリー駅（Whitehall Street–South Ferry）は島式ホーム2面3線の駅である。両サイドの線路を通る列車はモンタギュー・ストリート・トンネルを抜けてブルックリン区のBMT4番街線方向に向かう。中央線はW系統と夜のR系統短区間列車が使うだけで、駅の両端で両サイドの線路に合流している。IRTレキシントン・アベニュー線ボウリング・グリーン駅の下を通るため、地下深くに設けられている。IRTブロードウェイ-7番街線への改札内乗換通路は駅の南端にあり、北端には出口が設けられた。どちらのホームも幅が約12–15フィート (3.7–4.6 m)で、これに合わせた幅の狭い階段がホームの全長に渡って何か所か設けられている。このため、IRTブロードウェイ-7番街線は車椅子対応になっているのに対して、BMTブロードウェイ線は非対応になっている。
駅の南には一対のベルマウス（トンネルが拡径されている部分）がある。これは建設されなかったモンタギュー・ストリート・トンネルの南でイースト川を渡るトンネル用に設けられたもので、ロングアイランド鉄道アトランティック・アベニュー・トンネルまたはブルックリン区内の他の通りの下を通ってディカルブ・アベニュー・バイパス（計画線）に向かうことが計画されていた。
さらに南では、BMTナッソー・ストリート線ブロード・ストリート駅から立体交差して合流している。また、駅の南のナッソー・ストリート連絡線にモンタギュー・ストリート・トンネルからの非常口が設けられている。これは、ナッソー・ストリート線が建設される前に、計画線用のベルマウスに非常口を設けたためである。このベルマウスは、ナッソー・ストリート線が1931年に全線開業する際にナッソー・ストリート連絡線が供用されるまでの何年かは見ることができた。
開業後、1920年5月にブルックリン区への連絡線が開通するまではブロードウェイ線の終点だった。

### 画像

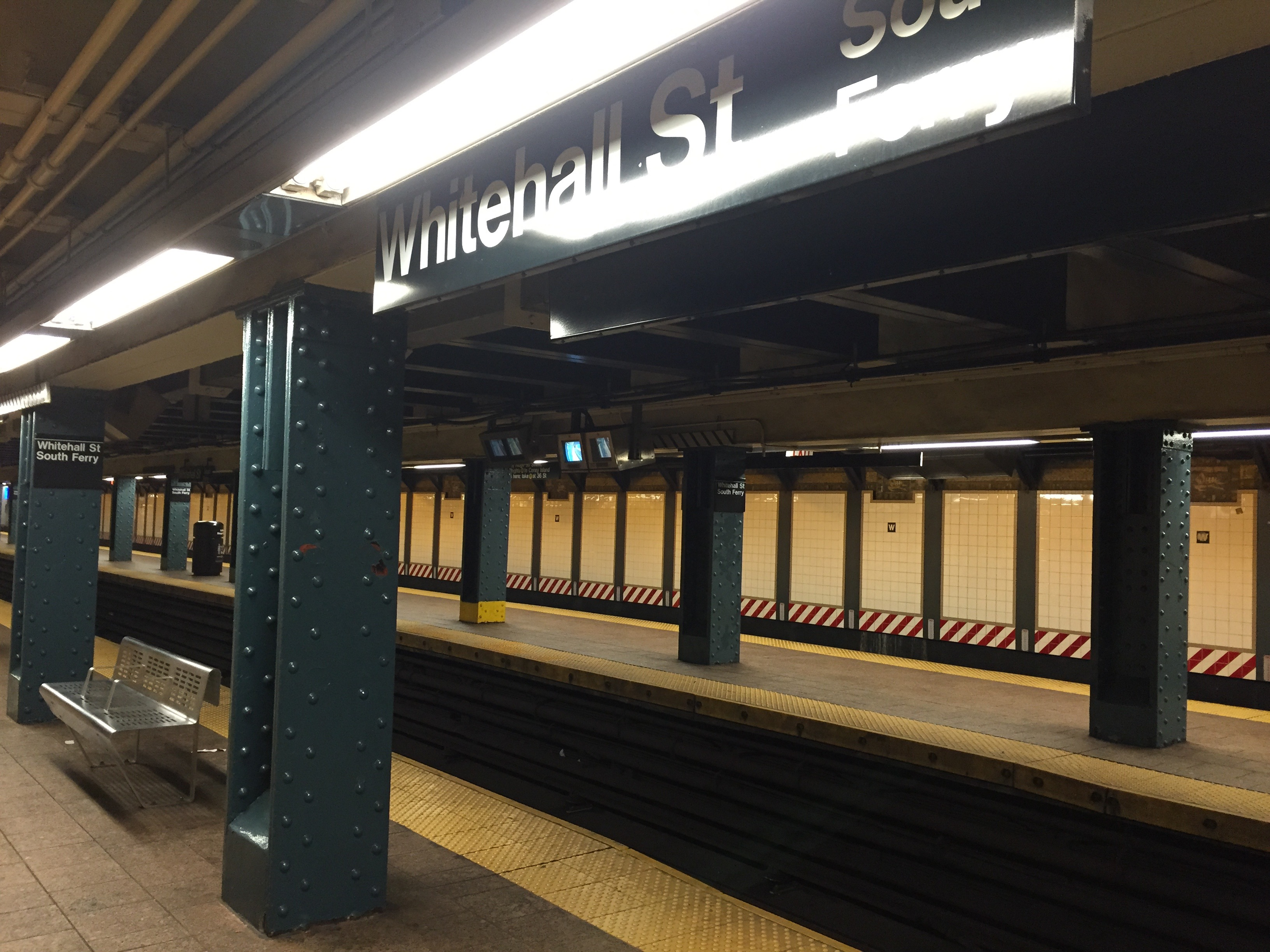
プラットホーム
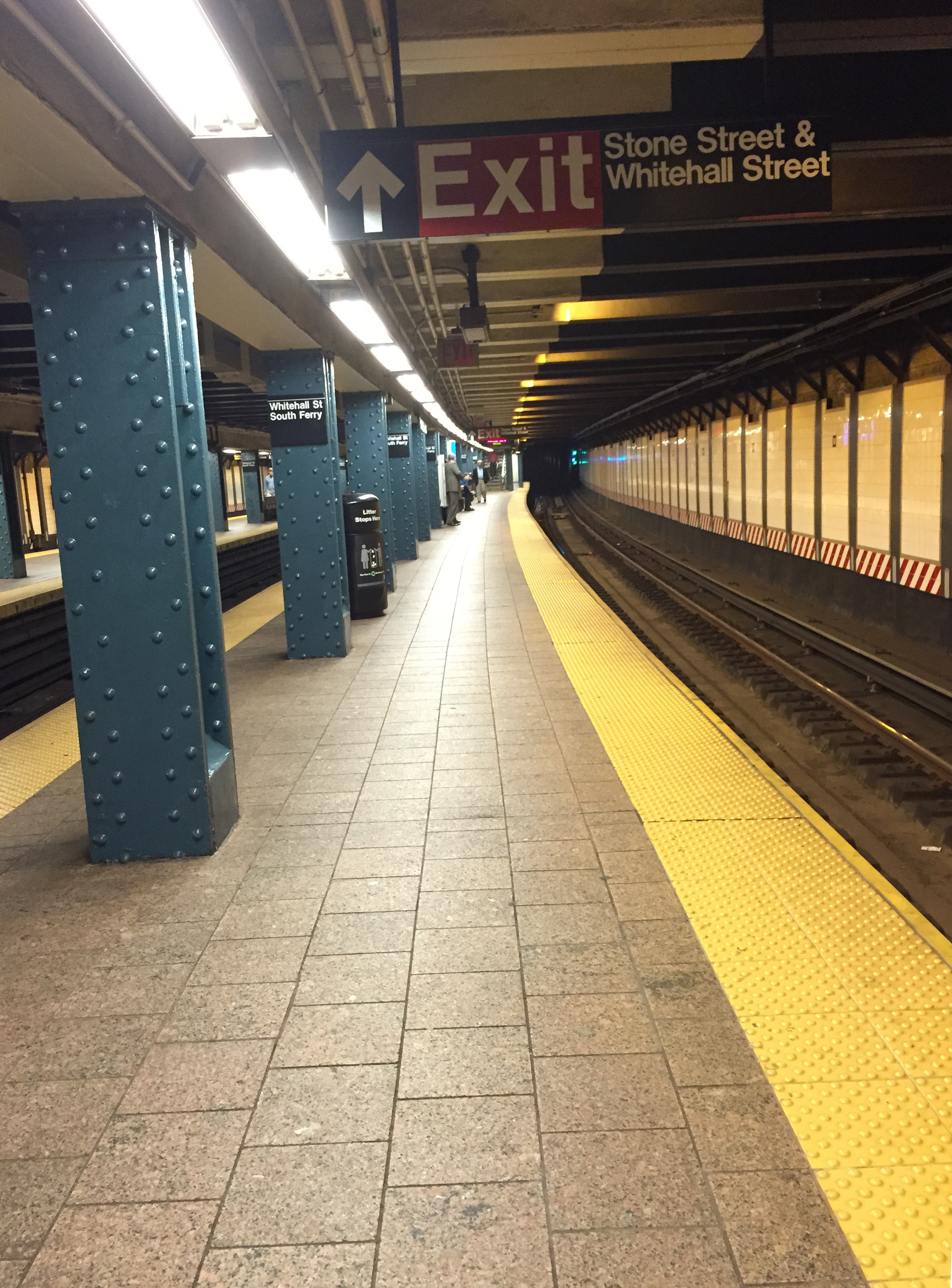
プラットホーム
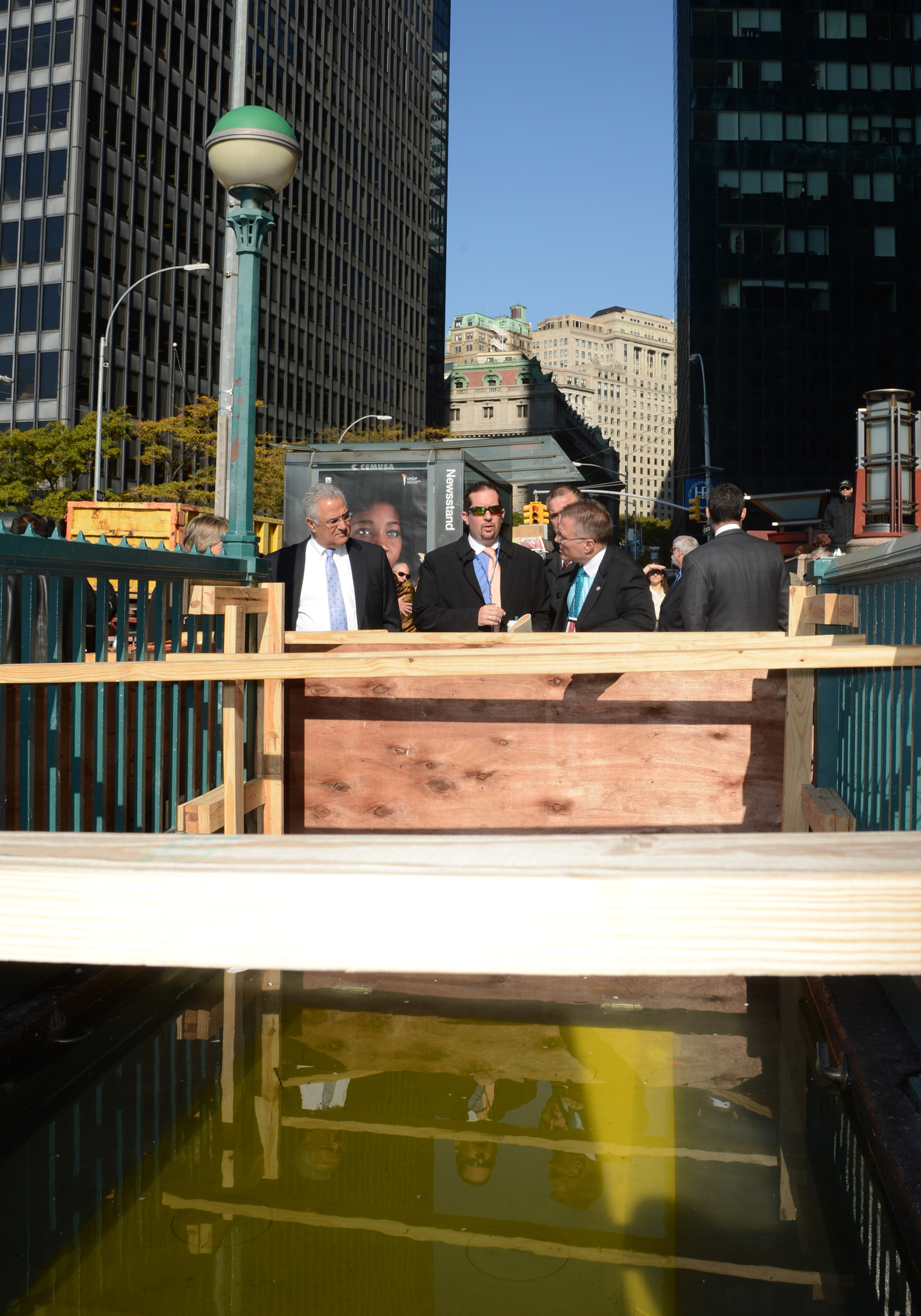
ハリケーン・サンディ襲来に対応して閉鎖されたシャッター

## 近隣の施設等
- ダウンタウン・マンハッタン・ヘリポート
- ホワイトホール・ターミナル（スタテンアイランド・フェリー）
- 自由の女神像、エリス島、ガバナーズ島行きフェリー

## 関連書籍
- Lee Stokey. Subway Ceramics : A History and Iconography. 1994. ISBN 978-0-9635486-1-0